# Cliffortia lanata
Cliffortia lanata är en rosväxtart som beskrevs av August Henning Weimarck. Cliffortia lanata ingår i släktet Cliffortia och familjen rosväxter. Inga underarter finns listade i Catalogue of Life.